# Сивертсен, Стуре
Стуре Сивертсен (норв. Sture Sivertsen, род. 16 апреля 1966 года, Левангер, Нур-Трёнделаг) — норвежский лыжник, олимпийский чемпион 1998 года в эстафете, четырёхкратный чемпион мира.

## Спортивная карьера
Высшим достижением Стуре Сивертсена на Олимпийских играх стала победа на Олимпиаде 1998 года в Нагано в составе эстафеты 4×10 км. Он также участвовал в Олимпиаде 1994 года, где завоевал серебряную медаль в эстафете и бронзовую в индивидуальной гонке на 50 км.
На чемпионатах мира Стуре Сивертсен трижды становился чемпионом мира в эстафетных гонках в 1993, 1995 и 1997 годах и один раз выиграл индивидуальную гонку на 10 км на чемпионате мира 1993 года в Фалуне. 
На этапах Кубка мира на его счету 1 победа и 9 подиумов в личных гонках.